# Mykilske (Oleksandrija)
Mykilske (ukrainisch Микільське; russisch Никольское Nikolskoje) ist ein Dorf im Nordosten der ukrainischen Oblast Kirowohrad mit etwa 1000 Einwohnern (2020).

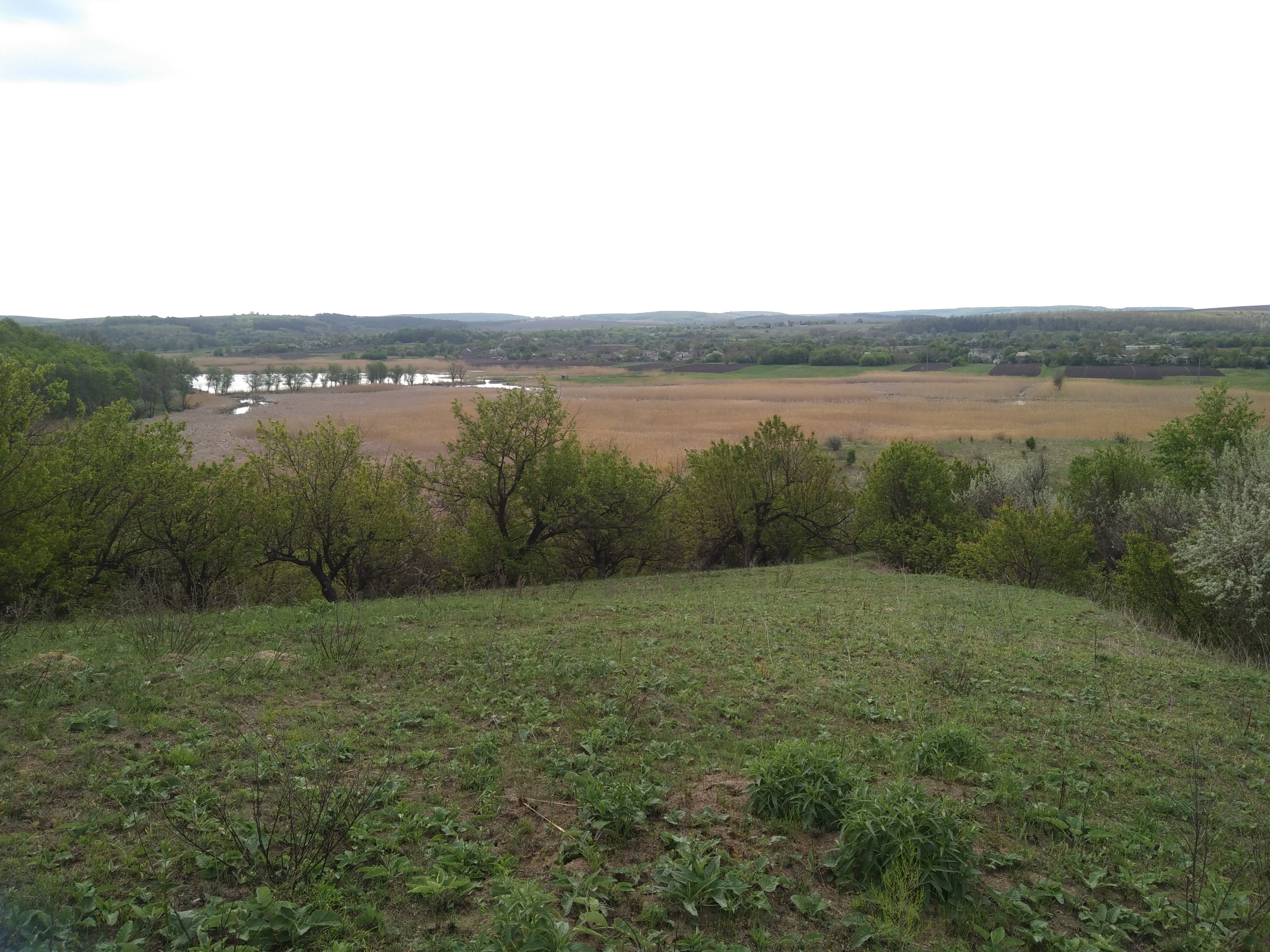
Der Zybulnyk bei Mykilske

Das 1760 gegründete Dorf liegt am Ufer des 55 km langen Zybulnyk (Цибульник) kurz vor dessen Mündung in den zum Krementschuker Stausee angestauten Dnepr sowie an der Territorialstraße T–12–11. Das Dorf befindet sich 85 km nordöstlich der Oblasthauptstadt Kropywnyzkyj und 25 km südwestlich vom ehemaligen Rajonzentrum Switlowodsk. 
Am 12. Juni 2020 wurde das Dorf ein Teil der Landgemeinde Welyka Andrussiwka, bis dahin bildete es zusammen mit den Dörfern Buhruwatka (Бугруватка) und Solotariwka (Золотарівка) die gleichnamige Landratsgemeinde Mykilske (Микільська сільська рада/Mykilska silska rada) im Zentrum des Rajons Switlowodsk.
Am 17. Juli 2020 kam es im Zuge einer großen Rajonsreform zum Anschluss des Rajonsgebietes an den Rajon Oleksandrija.